# Carangoides talamparoides
Carangoides talamparoides är en fiskart som beskrevs av Pieter Bleeker 1852. Carangoides talamparoides ingår i släktet Carangoides och familjen taggmakrillfiskar. Inga underarter finns listade.